# Ng'endo Mukii
Ng'endo Mukii (Quénia) é uma escritora, realizadora e professora de animação queniana. Os seus filmes recebream diversos prémios, entre eles o Hugo de Prata para a melhor curta de animação no Festival Internacional de Cinema de Chicago, em 2013.

## Biografia
Ng'endo Mukii nasceu no Quénia e tem cidadania dos Estados Unidos da América.
Ng’endo terminou em 2006 o bacharelato em Artes, na área de Cinema de Animação e Vídeo, pela Rhode Island School of Design, e concluiu também, em 2012, um mestrado em Artes, com especialização em Animação, pelo Royal College of Art. É alumni do programa Berlinale Talents (2013-2015), da residência de guião Urucu Media REALNESS, em 2018, e da residência de artistas da Vila Sul do Instituto Goethe de Salvador-Bahia.
Ng'endo foi ainda seleccionada para participar na residência artística Grafikens Hus, em 2015, da Academia de Locarno e do Laboratório do Festival Internacional de Cinema de Toronto (TIFF), ambos em 2018. Foi convidada para leccionar como Professora de Prática na Escola do Museu de Belas Artes da Universidade Tufts, em Boston.
Em 2015, foi convidada pela Conferência Design Indaba para apresentar uma palestra intitulada Film Taxidermy and Re-Animation (em português, Taxidermia cinematográfica e reanimação). Nesta intervenção, ela propõe o uso de animação para a reumanização da imagem do que é "indígeno", como forma de tirar o peso dos estereótipos de pessoas que são normalmente vistas como o "Outro".
Mukii é guionista da série da Netflix Mama K’s Team 4, a primeira série de animação original africana da plataforma, e foi ainda uma das 10 pessoas seleccionadas para realizar a antologia de animação da Disney+ e Triggerfish Kizazi Moto: Generation Fire, com o episódio entitulado Enkai.
Ng'endo fundou a sua própria produtora, a Ng’endo Studios Ltd.

## Prémios e reconhecimento
A obra de Ng'endo Mukii foi distinguida com os seguintes prêmios:
- 2024: Best Limited Series Animated Television/Media Production em Annie Awards com o curta Kizazi Moto: Geração Fogo

- 2017: Encounters Immersive Grand Prix com o curta Nairobi Berries

- 2015: Best Animation Production em Kalasha Awards com o curta This Migrant Business

- 2014: Best Experimental Short Film em BlackStar Film Festival

- 2014: Best Short Film em AfriKamera Film Festival

- 2014: Terceiro lugar na categoria de documentário em 2nd Afrinolly Short Film Competition com o curta Yellow Fever

- 2013: Melhor Animação em This Is England Film Festival

- 2013: Best Student Film em Underexposed Film Festival

- 2013: Silver Hugo em The Best Animated Short Film em 49th Chicago International Film Festival com o curta Yellow Fever

- 2013: Menção especial em The Prize of the Ecumenical Jury em Africa Magic Viewers' Choice Awards

- 2013: Best Short Film em Africa Magic Viewers’ Choice Awards com o curtaYellow Fever

- 2012: Best Animation em 7th Kenya International Film Festival

## Filmografia
Entre a sua filmografia encontram-se:

### Direção
- Kizazi Moto: Geração Fogo (Kizazi Moto: Generation Fire - Enkai), Série de TV, 2023;

- Kesho Pia Ni Siku (Tomorrow Is Another Day), Curta, 2021;

- Far from Home, Curta, 2020;

- Kitwana's Journey, Curta, 2019;

- Portrait of Marielle, Curta, 2018;

- Homage to Wangari Maathai, Curta, 2018;

- Mtindo, Curta, 2018;

- Nairobi Berries, Curta, 2017;

- My Normal Kenyan Family, Animação documentário, 2016;

- This Migrant Business, Curta, 2016;

- Yellow Fever, Curta, 2012;

- Hasidi, Curta, 2006.

### Edição
- Mtindo, Curta, 2018;

- Nairobi Berries, Curta, 2017;

- This Migrant Business, Curta, 2016;

- Yellow Fever, Curta, 2012.

## Ligações Externas
- Site Oficial Ng'endo Mukii